# Vasomotor
El terme vasomotor es refereix a les accions sobre un vas sanguini que alteren el seu diàmetre. Més concretament, pot referir-se a l'acció vasodilatadora i a l'acció vasoconstrictora.